# 한국자동차협회
한국자동차협회(韓國自動車協會, Korea Automobile Association)는 자동차운전자(소비자)를 대변하고 권익을 도모하기 위하여 설립된 사단법인이다. 서울특별시 성동구 자동차시장1길 70, 제B호 D동 (용답동)에 있다.

## 연혁
- 1969년 9월 17일 사단법인 한국자동차 협회 설립 (건설교통부 산하)
- 1970년 5월 1일 초대 김창원 회장 취임
- 1972년 2월 2일 FIA(국제자동차연맹) 가입
- 1977년 10월 30일 2대 박기석 회장
- 1980년 9월 1일 한국자동차 협회보 발간
- 1981년 7월 24일 3대 서용기 회장 취임
- 1982년 2월 16일 4대 김정원 회장 취임
- 1984년 7월 1일 5대 손달용 회장 취임
- 1990년 8월 3일 6대 문갑석 회장 취임
- 1991년 3월 10일 7대 허영중 회장 취임
- 1993년 6월 1일 8대 박만석 회장 취임
- 1994년 1월 16일 제1호 국제 드라이버 C라이센스 발급
- 1996년 4월 19일 9대 성백진 회장 취임
- 1998년 5월 18일 제101회 AIT정기총회에서 정회원국으로 가입(일본, 동경)
- 2002년 6월      국제협약 미국자동차협회(AAA-트리플에이)와 SYC&S프로그램 상호협약 체결
- 2002년 8월      한국자동차협회 국민패스카드 제휴서비스 시작
- 2008년 1월 19일 협회교통안전교육원 설립 승인(허가) 신청(건설교통부)
- 2008년 7월 3일 KAA자매지 자동차신문 창간
- 2008년 11월 6일 KAA교통안전교육원 조직 구성
- 2009년 2월 3일 안전운전 사이버 교육 실시
- 2009년 4월 7일 KAA안전운전 교육원 개원
- 2014년 9월	   모터스포츠국 재구성 운영. 아마추어 모터스포츠 회원들이 결성한 클럽(팀) 활성화를 위한 스포츠국 운영 강화.

## 주요 업무
- 자동차교통의 안전
- 자동차에 관한 각종 상담 및 계몽
- 자동차 관련 국제단체와 유대강화
- 자동차 경주를 개최하거나 주관
- 자동차 운전기술의 향상을 위한 교육

## 조직

### 총재
- 자문위원회
- KAA위원회

### 감사

#### 사무국

##### 업무부
- 지부운영팀
- 위원회운영팀
- 인증팀
- 제휴팀

##### 운영부
- 총무팀
- 회원관리팀
- 개맹점관리팀
- 제휴점관리팀

## 소속기관
- 교통안전교육원

## 같이 보기
- 교통안전공단
- 국제여행동맹(AIT ; Alliance Internationale de Tourisme)
- 국제자동차연맹(FIA ; Federation Internationale de L'Automobile)
- 자동차전문평가사
- 한국자동차산업협회
- 대한자동차경주협회
- 한국자동차부품협회
- 한국자동차환경협회
- 한국자동차제작자협회
- 한국자동차세정협회
- 한국자동차부품재제조협회
- 한국자동차해체재활용업협회